# Always in Trouble
Pour plus de détails, voir Fiche technique et Distribution.
Always in Trouble est un film américain en noir et blanc réalisé par Joseph Santley, sorti en 1938.

## Synopsis
La jeune Geraldine « Jerry » Darlington se sentait plus heureuse avant que son père, J.C., ne devienne riche dans le secteur pétrolier et ne déménage avec sa famille en Floride. Elle est irritée par le fait que son père ne travaille plus et que sa ravissante sœur ainée, Virginia, soit courtisée par des coureurs de dot. Pete Graham, l'humble employé du bureau de son père, est sincèrement épris de Virginia.
Lors d'une sortie en mer en famille, Jerry convainc Pete de barrer le yatch de la famille. Il fait échouer accidentellement l'embarcation sur une île. Là, une bande de contrebandiers les font tous prisonniers. 
Pete Graham finit par être soupçonné, à tort, d'avoir kidnappé les Darlington contre une rançon. Au début, Jerry, pour s'amuser, ne veut pas dire que c'est à cause d'elle que Pete a perdu le contrôle du yatch. Mais lorsque de vrais escrocs s'en mêlent, Pete parvient à blanchir son nom et à persuader Virginia de la sincérité de ses sentiments.

## Fiche technique
- Titre : Always in Trouble
- Réalisation : Joseph Santley
- Scénario : Robert Chapin, Karen DeWolf, d'après une histoire de Jefferson Moffitt et Albert Treynor
- Photographie : Lucien N. Andriot
- Montage : Nick DeMaggio
- Musique : Samuel Kaylin
- Costumes : Helen A. Myron
- Producteur : John Stone
- Société de production et de distribution : 20th Century Fox
- Pays de production :  États-Unis
- Langue originale : anglais américain
- Format : noir et blanc — 35 mm — 1,37:1 — son : mono (Western Electric Mirrophonic Recording)
- Genre : comédie dramatique
- Durée : 70 minutes
- Dates de sortie :
  - États-Unis : 28 octobre 1938
  - France : 13 juillet 1939